# Выкоты
Выкоты (укр. Викоти) — село в Бисковичской сельской общине Самборского района Львовской области Украины.
Население по переписи 2001 года составляло 1829 человек. Занимает площадь 9,59 км². Почтовый индекс — 81454. Телефонный код — 3236.